# ひろちひろ
ひろ ちひろ（10月30日 - ）は、日本の漫画家。東京都出身。血液型A型。デビュー作は『ユメミルカタボシ』。

## 略歴
- 2014年 - 1月期第26回マーガレットまんがゼミナールSUPERストーリー部門において、『ユメミルカタボシ』でBEST長編、入選受賞。この作品がデビュー作となった（当時27歳）[2]。
- 2022年 - 『ふたりで恋をする理由』が9月現在累計130万部を突破した[3]。

## 作品リスト
全て集英社、マーガレットコミックスから刊行されている。
- 年下の男の子[4]（2015年 - 2016年、全3巻）
  1. 2015年9月25日発売[5]、『マーガレット』2015年12号[6][7] - 15号、17号 - 18号、ISBN 978-4-08-845445-0
  2. 2016年1月25日発売[8]、『マーガレット』2015年19号 - 21号、23号 - 24号、ISBN 978-4-08-845512-9
    - ラブレター[9]（『マーガレット』2014年24号）

  3. 2016年4月25日発売[10]、『マーガレット』2016年2号 - 7号[11]、ISBN 978-4-08-845553-2
    - じゃあ、また、明日。（『マーガレット』2014年13号）
- 瞬間グラデーション（2017年 - 2018年、全4巻）
  1. 2017年8月25日発売[12][13]、『マーガレット』2017年10号[14][15] - 13号、15号 - 16号、ISBN 978-4-08-845802-1
  2. 2017年12月25日発売[16]、『マーガレット』2017年17号 - 19号、21号 - 23号、ISBN 978-4-08-845865-6
    - ブランケット･ジャーニー[17]（『マーガレット』2017年3･4合併号）

  3. 2018年4月25日発売[18]、『マーガレット』2017年24号、2018年2号 - 7号、ISBN 978-4-08-844023-1
  4. 2018年8月24日発売[19]、『マーガレット』2018年9号 - 12号、14号 - 15号、ISBN 978-4-08-844082-8
- ふたりで恋をする理由（2018年 - 2022年、全12巻）
  1. 2019年4月25日発売[20][21]、『マーガレット』2018年24号[22][23] - 2019年6号、ISBN 978-4-08-844191-7
  2. 2019年8月23日発売[24]、『マーガレット』2019年8号 - 14号、ISBN 978-4-08-844232-7
  3. 2019年12月25日発売[25]、『マーガレット』2019年16号 - 19号、21号 - 22号、ISBN 978-4-08-844276-1
  4. 2020年4月24日発売[26]、『マーガレット』2019年23号 - 24号、2020年2号 - 6号、ISBN 978-4-08-844326-3
    - ふたりで恋をする理由 番外編（『マーガレット』2020年3・4合併号）

  5. 2020年8月25日発売[27]、『マーガレット』2020年7号、9号 - 13号、15号、ISBN 978-4-08-844398-0
    - ふた恋♡スペシャルQ&A♡[28][29]

  6. 2021年1月25日発売[30]、『マーガレット』2020年16号 - 19号、21号 - 22号、ISBN 978-4-08-844417-8
    - Hiro Chihiro Gallery

  7. 2021年5月25日発売[31]、『マーガレット』2020年23号 - 24号、2021年3・4合併号 - 7号、ISBN 978-4-08-844446-8
    - ふたりで恋をする理由SP番外編（『マーガレット』2021年5号別冊ふろく『プレマ!〜PREMIUM MARGARET〜』）

  8. 2021年9月24日発売[32]、『マーガレット』2021年9号 - 13号、15号 - 16号、ISBN 978-4-08-844522-9
  9. 2022年1月25日発売[33]、『マーガレット』2021年17号 - 18号、20号 - 21号、24号 - 2022年1号、ISBN 978-4-08-844586-1
  10. 2022年5月25日発売[34]、『マーガレット』2022年2号 - 8号、ISBN 978-4-08-844607-3
  11. 2022年9月22日発売[35]、『マーガレット』2022年10・11合併号 - 14号、16号 - 17号、ISBN 978-4-08-844697-4
  12. 2023年1月25日発売[36]、『マーガレット』2022年18号、20号 - 21号、23号 - 2023年1号[37][38]、ISBN 978-4-08-844730-8

### 単行本未収録作品
- ユメミルカタボシ（『ザ マーガレット』2014年6月号、デビュー作）
- 夏往き花火（『マーガレット』2014年18号）
- ラブフーループ（『マーガレット』2016年11号）
- イン ザ モーニング[17]（『ザ マーガレット』2017年2月号）
- TVアニメ 鬼滅の刃第1話 先行鑑賞レポート[39][40]（『マーガレット』2019年8号）
- 真っ赤なうそ（つき）[41]（『ザ マーガレット』2022年春号）
- ふたりで恋をする理由 番外編[42]（『マーガレット』2023年3・4合併号）
- きみとバラ色の日々（『マーガレット』2023年12号[43] - ）

## 関連人物
- 森下suu[2] - デビュー時の審査員及び講師。
- やまもり三香[44] - 『年下の男の子』1巻帯に推薦文を寄稿している。